# Château-Larcher
Château-Larcher è un comune francese di 964 abitanti situato nel dipartimento della Vienne nella regione della Nuova Aquitania.

## Società

### Evoluzione demografica
Abitanti censiti